# 中瑞士大区
中瑞士大区（德語：Zentralschweiz）是瑞士联邦的七个大区之一。根据瑞士联邦统计署的定义，中瑞士大区由位于瑞士的六个联邦州组成：卢塞恩州、乌里州、施维茨州、上瓦尔登州、下瓦尔登州和楚格州。
在欧盟设立的地域统计单位命名法中，中瑞士大区的范围与联邦统计署定义相同，为第二等级区划。